# Kostel Notre-Dame-de-la-Nativité de Bercy
Kostel Notre-Dame-de-la-Nativité de Bercy (česky kostel narození Panny Marie v Bercy) je katolický farní kostel v Paříži ve 12. obvodu ve čtvrti Bercy. Nachází se uprostřed náměstí Place Lachambeaudie. Kostel je chráněn jako historická památka.

## Historie
Kostel byl postaven na konci 17. století. Poprvé byl zbořen a zcela přestavěn ve 20. letech 19. století. Stavbu vedl architekt André Chatillon (1782–1859). Podruhé byl zničen v roce 1871 při bojích během Pařížské komuny. Následnou rekonstrukci provedl architekt Antoine Julien Hénard (1812–1887). Kostel byl kompletně zatopen při povodni na Seině v roce 1910 a také byl poškozen v dubnu 1944 při bombardování železniční tratě, které leží za kostelem. Další neštěstí postihlo kostel v roce 1982, když požár zničil vnitřní vybavení. Kostel byl obnoven v roce 1985.